# Shackleton (månkrater)
Shackletonkratern är en krater på månens sydpol. Månens rotationsaxel ligger innanför kratern och är bara några kilometer från dess mitt. Den är uppkallad efter Ernest Shackleton.

## Utforskning
Sett från jorden ligger kratern längs med den södra randen av månen, vilket försvårar observationer av kratern. Detaljerad kartläggning av polregionerna och månens baksida kunde inte genomföras förrän kretssonder placerades runt månen. Shackleton ligger helt innanför Sydpol-Aitken bassängens kraterrand, vilket är den största nedslagsformationen som är känd i solsystemet. Bassängen är över 12 kilometer djup och en utforskning av dess attribut skulle kunna avslöja värdefull information om månens inre.
En neutronspektrometer ombord på sonden Lunar Prospector upptäckte förhöjda värden av väte nära Nord- och Sydpolen, inkluderat kratern Shackleton. Vid slutet av uppdraget, i juli 1999, kraschades sonden in i den närbelägna kratern Shoemaker i hopp om att jordbaserade teleskop skulle komma att påvisa förekomsten av vattenånga. Inga spår av vatten gick dock att spåra och det kan innebära att vätet inte är i form av hydratmineral, eller att nedslagsplatsen inte innehöll någon is.

## Shackleton i fiction
Kratern spelar en central roll i den amerikanska science fiction TV-serien, For All Mankind.